# علي يوسف (لاعب كرة قدم)
علي يوسف (بالسويدية: Ali Youssef)‏ هو لاعب كرة قدم تونسي وسويدي في مركز الوسط، ولد في 5 أغسطس 2000 في السويد. لعب مع نادي هكن.

## وصلات خارجية
- علي يوسف على موقع الاتحاد الأوربي (الإنجليزية)
- علي يوسف على موقع اتحاد السويد (السويدية)
- علي يوسف على موقع قاعدة بيانات كرة القدم.إي يو (الإنجليزية)
- علي يوسف على موقع ناشيونال فوتبول تيمز (الإنجليزية)
- علي يوسف على موقع Soccerway.com (الإنجليزية)